# Ефект Дембера
Ефект Дембера — явище в фізиці напівпровідників, яке складається з виникнення електричного поля і ЕРС в однорідному напівпровіднику при його нерівномірному освітленні за рахунок різниці рухливості електронів і дірок.
Час встановлення постійного значення ЕРС Дембера при постійному освітленні визначається часом встановлення дифузійно-дрейфової рівноваги, близьким до максвелівського часу релаксації. Непостійний ефект Дембера, що викликаний імпульсним освітленням, використовується для генерації терагерцового випромінювання. Найбільш сильний ефект Дембера спостерігається в напівпровідниках з вузькою забороненою зоною і високою рухливістю електронів, наприклад в InAs, InSb .

## Фізика явища
При освітлюванні поверхні напівпровідника світлом з довжиною хвилі, яка лежить в області власного поглинання, утворення нерівноважних електронів і дірок відбувається в основному поблизу цієї поверхні. Виниклі електрони і дірки дифундують з області більш освітлюваної в більш затемнену. Коефіцієнт дифузії у електронів більший, ніж у дірок, тому електрони швидше поширюються від освітленого місця. Просторове розділення зарядів призводить до виникнення електричного поля, яке спрямоване від поверхні в глиб кристала. Це поле тягне повільну хмару дірок і уповільнює швидку хмару електронів. В результаті між освітленими і неосвітленими точками зразка виникає ЕРС, яка отримала назву ЕРС Дембера.

## Математика
Величина ЕРС Дембера за відсутності пасток і без обліку поверхневої рекомбінації визначається формулою:
{\displaystyle \ U=-{\frac {D_{n}-D_{p}}{\mu _{n}+\mu _{p}}}\int \limits _{0}^{l}{\frac {d\sigma }{\sigma }}} ,
де {\displaystyle \ D_{n}} — коефіцієнт дифузії електронів, {\displaystyle \ D_{p}} — коефіцієнт дифузії дірок, {\displaystyle \ \mu _{n}} — рухливість електронів, {\displaystyle \ \mu _{p}} — рухливість дірок, {\displaystyle \ l} — відстань від поверхні, що освітлюється до місця, де вже немає нерівноважних носіїв.
ввівши позначення {\displaystyle \ b={\frac {\mu _{n}}{\mu _{p}}}}, враховуючи співвідношення Ейнштейна {\displaystyle \ eD_{n,p}=\mu _{n,p}k_{B}T} і беручи інтеграл, одержимо
{\displaystyle \ U={\frac {kT}{e}}{\frac {b-1}{b+1}}ln{\frac {\sigma (0)}{\sigma (l)}}},

## Історія
Відкрив німецький фізик X. Дембер (Н. Dember; 1931); теорію розробив Я.І.Френкель (1933), німецький фізик Г. Фреліх (1935), Е.М.Ліфшиц і Л.Д.Ландау (1936).

## Поперечна ЕРС Дембера
В анізотропних кристалах, якщо освітлювана поверхня вирізана під кутом до кристалографічних осей, з'являється електричне поле {\displaystyle \ E{_{D}}^{\perp }}, перпендикулярне градієнту концентрації. ЕРС між бічними гранями зразка в цьому випадку дорівнює
{\displaystyle \ U_{\perp }=E{_{D}}^{\perp }d} ,
де {\displaystyle \ d} — довжина освітленої частини зразка.